# Santo Domingo Tehuantepec (kommun)
Santo Domingo Tehuantepec är en kommun i Mexiko.   Den ligger i delstaten Oaxaca, i den sydöstra delen av landet, 500 km sydost om huvudstaden Mexico City. Arean är 966 kvadratkilometer.
Terrängen i Santo Domingo Tehuantepec är varierad.
Följande samhällen finns i Santo Domingo Tehuantepec:
- Santo Domingo Tehuantepec
- La Noria
- Santa Gertrudis Miramar
- Colonia Jordán
- Colonia San Luis
- Fraccionamiento 25 de Enero
- Guelaguechi
- Pishishi
- Colonia Alejandro Cruz Martínez
- Santa Isabel de la Reforma
- Colonia Lázaro Cárdenas
- Concepción Bamba
- Zanjón y Garrapatero
- El Cairo
- 15 de Septiembre
- Colonia Benito Juárez
- Cajón de Piedra
- Pearson
- Las Cruces